# Rinorea squamosa
Rinorea squamosa (Boivin ex Tul.) Baill. – gatunek roślin z rodziny fiołkowatych (Violaceae). Występuje naturalnie w Kenii, Tanzanii oraz na Madagaskarze. 

## Morfologia
PokrójZimozielone drzewo lub krzew. Dorastające do 4 m wysokości.
LiścieBlaszka liściowa ma podługowato eliptyczny lub eliptycznie lancetowaty kształt. Mierzy 2,5–14,5 cm długości oraz 1–6,2 cm szerokości, jest niemal całobrzega lub ząbkowana na brzegu, ma tępą lub klinową nasadę i spiczasty wierzchołek. Ogonek liściowy jest owłosiony i ma 3–8 mm długości.
KwiatyZebrane w gronach wyrastających z kątów pędów. Mają działki kielicha o owalnym kształcie i dorastające do 2–3 mm długości. Płatki są podługowato lancetowate, mają białą barwę oraz 3–4 mm długości.
OwoceTorebki o niemal kulistym kształcie.

## Biologia i ekologia
Rośnie w lasach, na wysokości do 500 m n.p.m.

## Zmienność
W obrębie tego gatunku oprócz podgatunku nominatywnego wyróżniono dwa podgatunki oraz jedną odmianę:
- R. squamosa subsp. kaessneri (Engl.) Grey-Wilson – występuje w południowo-wschodniej Kenii i wschodniej Tanzanii[6]